# Lumbricillus pumillio
Lumbricillus pumillio är en ringmaskart som beskrevs av Stephenson 1932. Lumbricillus pumillio ingår i släktet Lumbricillus, och familjen småringmaskar. Arten har ej påträffats i Sverige.